# 方ソーダ石
方ソーダ石（ほうソーダせき、方曹達石、sodalite、ソーダライト）とは準長石の一種で方ソーダ石グループに属するケイ酸塩鉱物である。ラピスラズリを構成する鉱物の一つでもある。グリーンランドでの発見が1811年に最初に記されている。含有するナトリウム量が多いので、英語でナトリウムを意味する sodium にちなんでソーダライトと名付けられた。

## 性質・特徴
典型的な化学組成は Na4Al3(SiO4)3Cl。モース硬度は5.5 - 6。比重は2.27 - 2.33。青色系が多いが、他にも様々な色のものが見られる。
方ソーダ石の構成成分であるナトリウムや塩素は他のイオンと置き換わることがあり、含むイオンの種類によって青金石（ラズライト）や藍方石（アウイン）、黝方石（ノゼアン）などが知られている。ラピスラズリに様々な鉱物が混じり合っているのはこのためである。亜種でハックマナイトという紫外線を吸収して発光するものがある。
方ソーダ石は細孔構造を持たないが、三次元網目構造を有する結晶性アルミノケイ酸塩である事からゼオライトに属する。骨格コードとしてSOD (sodalite) が与えられており、ナトリウムイオンを含有した切頂八面体のアルミノケイ酸塩のケージ構造 (ソーダライトケージ)が、四角形を共有するように三次元的に連なることで結晶構造が形成される。

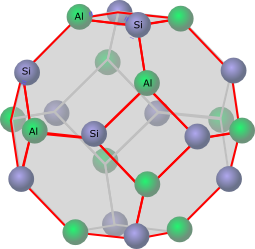
ソーダライトケージ (切頂八面体構造) 赤線の部分には酸素原子が一つずつ存在する。
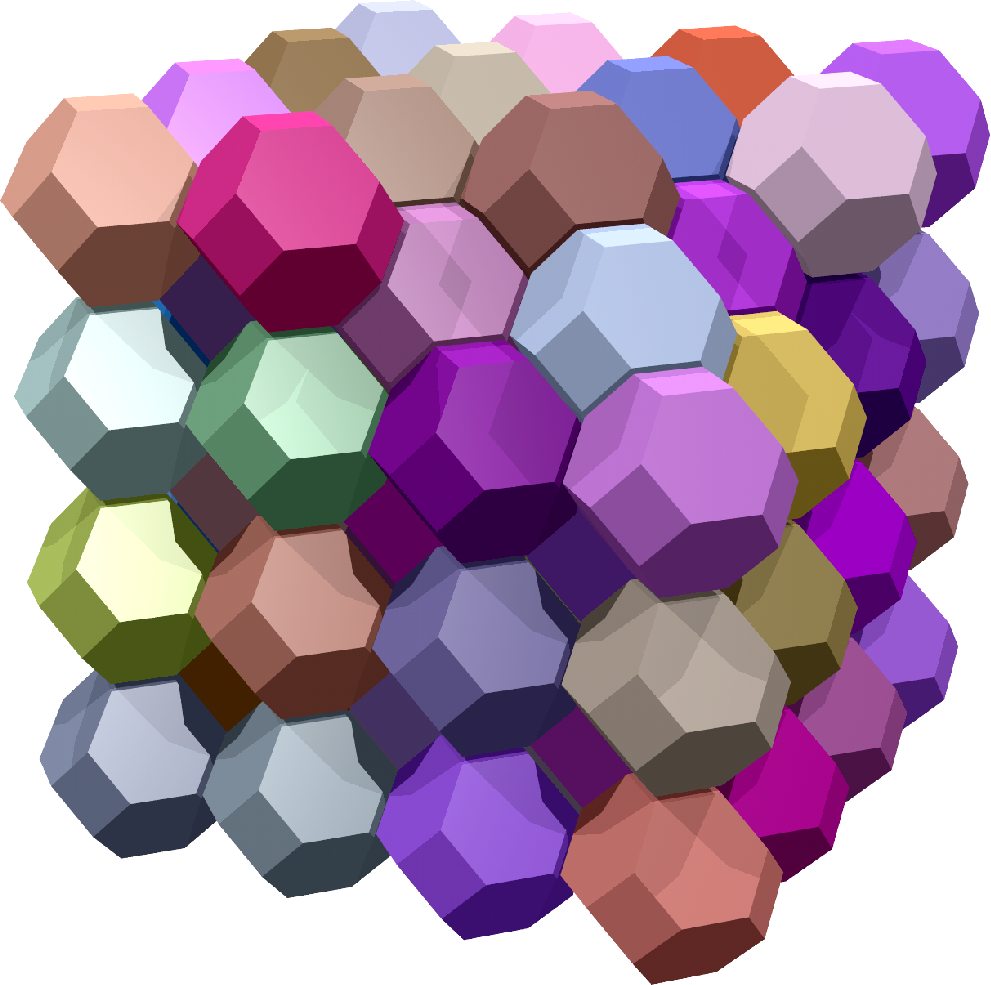
ソーダライトの結晶構造。

人工合成ではナトリウムの代わりにテトラメチルアンモニウムイオン ((CH3)4N+) を含有した方ソーダ石も得られる。電荷密度の低いイオンを内包する結果、Alの負の形式電荷が補償されにくくなるため、天然物よりAlが少ない組成となる (Si/Al ≒ 5)。また、ソーダライトケージはA型ゼオライトやフォージャサイトといった工業的に重要なゼオライトの構造にも共通してみられ、結晶化条件が似ているためこれらの合成において方ソーダ石はしばしば副生成物として現れる。

## 用途・加工法

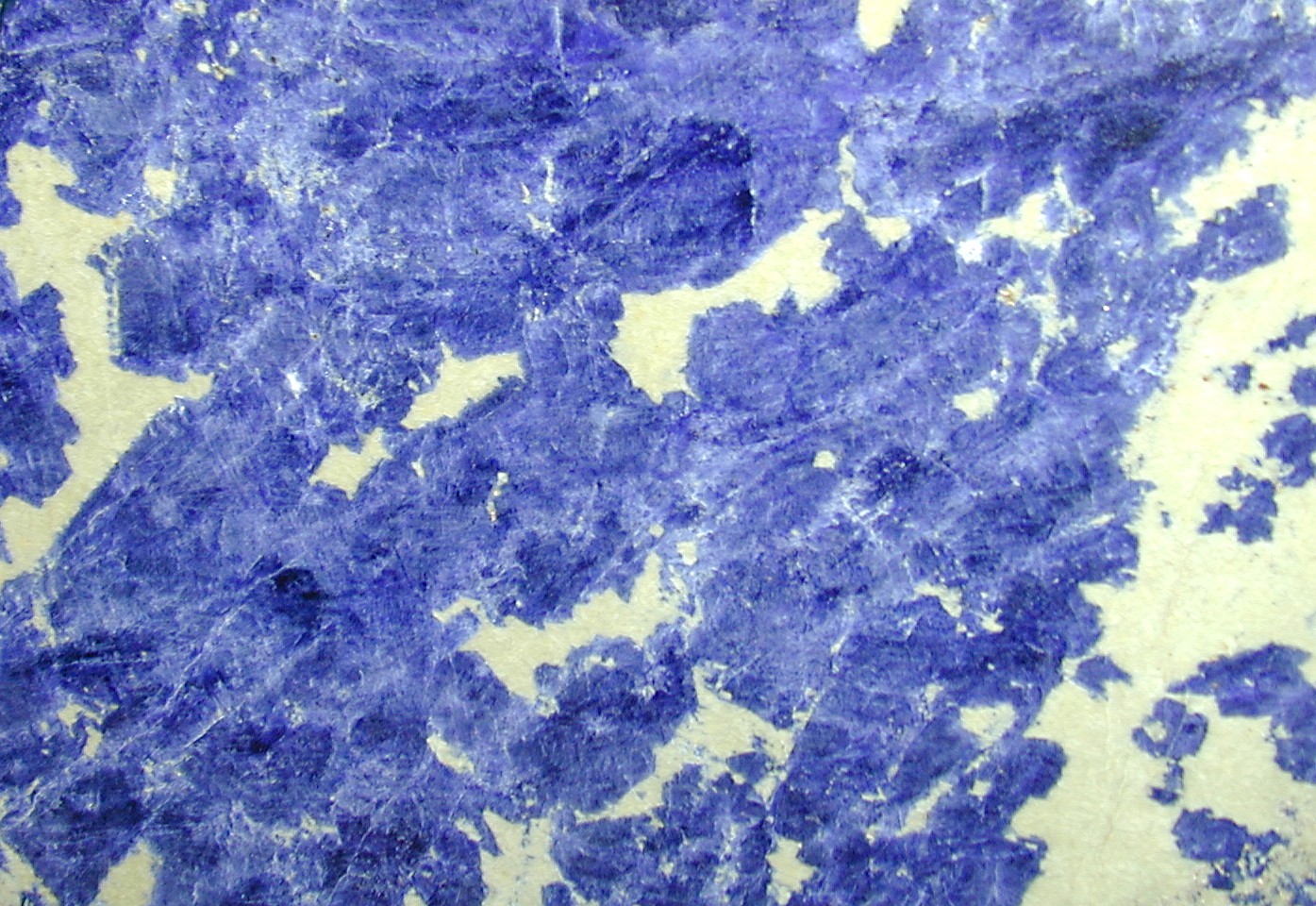
ボリビア産のソーダライト

比較的硬度が低いが安価であるため、ラピスラズリの代用品として青色系のものが宝飾用にビーズとして、またカボション・カットされ使用される。

## 産出地
主な産地はカナダ、アメリカ合衆国、ブラジル、ナミビア、インドなどなど様々なとこがある。

## 方ソーダ石グループ
- 藍方石（haüyne、アウイン）: (Na,Ca)4-8Al6Si6(O,S)24(SO4,Cl)1-2
- 青金石（lazurite、ラズライト）: (Na,Ca)7-8(Al,Si)12(O,S)24[(SO4,Cl2,(OH)2]
- 黝方石（nosean、ノゼアン）: Na8Al6Si6O24(SO4)・H2O
- 方ソーダ石（sodalite、ソーダライト）: Na8Al6Si6O24Cl2